# Diplacina phoebe
Diplacina phoebe is een libellensoort uit de familie van de korenbouten (Libellulidae), onderorde echte libellen (Anisoptera).
De wetenschappelijke naam Diplacina phoebe is voor het eerst geldig gepubliceerd in 1919 door Ris.